# テーベ
テーベ（古代ギリシア語: Θῆβαι, Thēbai）は古代エジプトの都市。古代エジプト語ではワセト（Waset）と呼ばれた。この都市は地中海から800キロメートル南、ナイル川の東に位置する。都市の遺跡は現代のエジプトの都市ルクソールの中に広がっている。テーベは上エジプト第4州（権杖のノモス Sceptre nome）の主要都市であり、新王国時代のエジプトの首都であった。テーベは貴重な鉱物資源と交易ルートがあるヌビアと東部砂漠に近接していた。この都市は信仰の中心であり、その全盛期にはエジプトで最も富裕な都市であった。テーベの市域には、カルナックとルクソールが本来立っていたナイル川東岸と、上流階級と王家の墓地と葬祭殿群によるネクロポリスがある西岸地区が含まれる。

## 地名学
| R19 |

| R19 |

| R19 |

| R19 |

| R19 | t · niwt |

| R19 | t · niwt |

| R19 | t · niwt |

| R19 | t · niwt |

| niwt · t · Z1 | M24 | t |

| niwt · t · Z1 | M24 | t |

| niwt · t · Z1 | M24 | t |

| niwt · t · Z1 | M24 | t |

| O28 | nw · niwt | Sma |

| O28 | nw · niwt | Sma |

| O28 | nw · niwt | Sma |

| O28 | nw · niwt | Sma |

テーベを指す古代エジプト語での元々の名前はウォ・セ（Wo'se）、またはワセ（Wase）である。 語根になっているワス（ウアス）とは、ファラオの王笏のことであり、上端に動物の頭が付き、下端が二又に分かれた形状の長い杖である。
英語名のThebesはギリシア語形のテーバイ（Thebai）のラテン語化された名前から来ている。そしてギリシア語形のテーバイは、デモティック・エジプト語のタ・ペ（Ta-pe）から来ている。このタ・ペと言う名前は、元々テーベ市それ自体ではなく、ナイル東岸地域にあるカルナック神殿群の名前であった（正式なエジプト語の表記は タ・オペト Ta-opet）。
早くもホメロスの『イリアス』では、ギリシア人はエジプトのテーベを百門のテーベ（Θῆβαι ἑκατόμπυλοι）と呼び、ギリシアのボイオティアにある七門のテーベ（Θῆβαι ἑπτάπυλοι）と区別していた。
新王国の終焉頃から、テーベはエジプト人からネウト・アメン（Niwt-Imn）（アメンの街）と呼ばれるようになった。アメンはムト、コンスと共に構成されるテーベ三柱神の主神である。ネウト・アメンの名前は聖書の『ナホム書』では「ノ・アーモン」（Nōʼ ʼĀmôn נא אמון）と言う形で現れ、恐らく『エゼキエル書』と『エレミヤ書』で「ノ」（No נא）と言う名前で言及されている物も同様である。ギリシア人はアメン神をゼウス（Zeus Ammon）であると解釈（interpretatio graeca）した。従って、ネウト・アメンと言う名前はギリシア語ではディオスポリス（ゼウスの街）と翻訳された。ディオスポリスと言う名前を持つ都市は他にも複数あったため、特に区別するため、メガレー・ディオスポリス（大ディオスポリス μεγάλη Διόσπολις）と言う名前でも知られた。ラテン語形ではディオスポリス・マグナ（ラテン語: Diospolis Magna）となる。ギリシア語の名前はアレクサンドロス大王によるエジプト征服によって、マケドニア人の支配者（プトレマイオス朝）がエジプトを統治するようになった後、広く使われるようになった。

## 諸元

### 地理

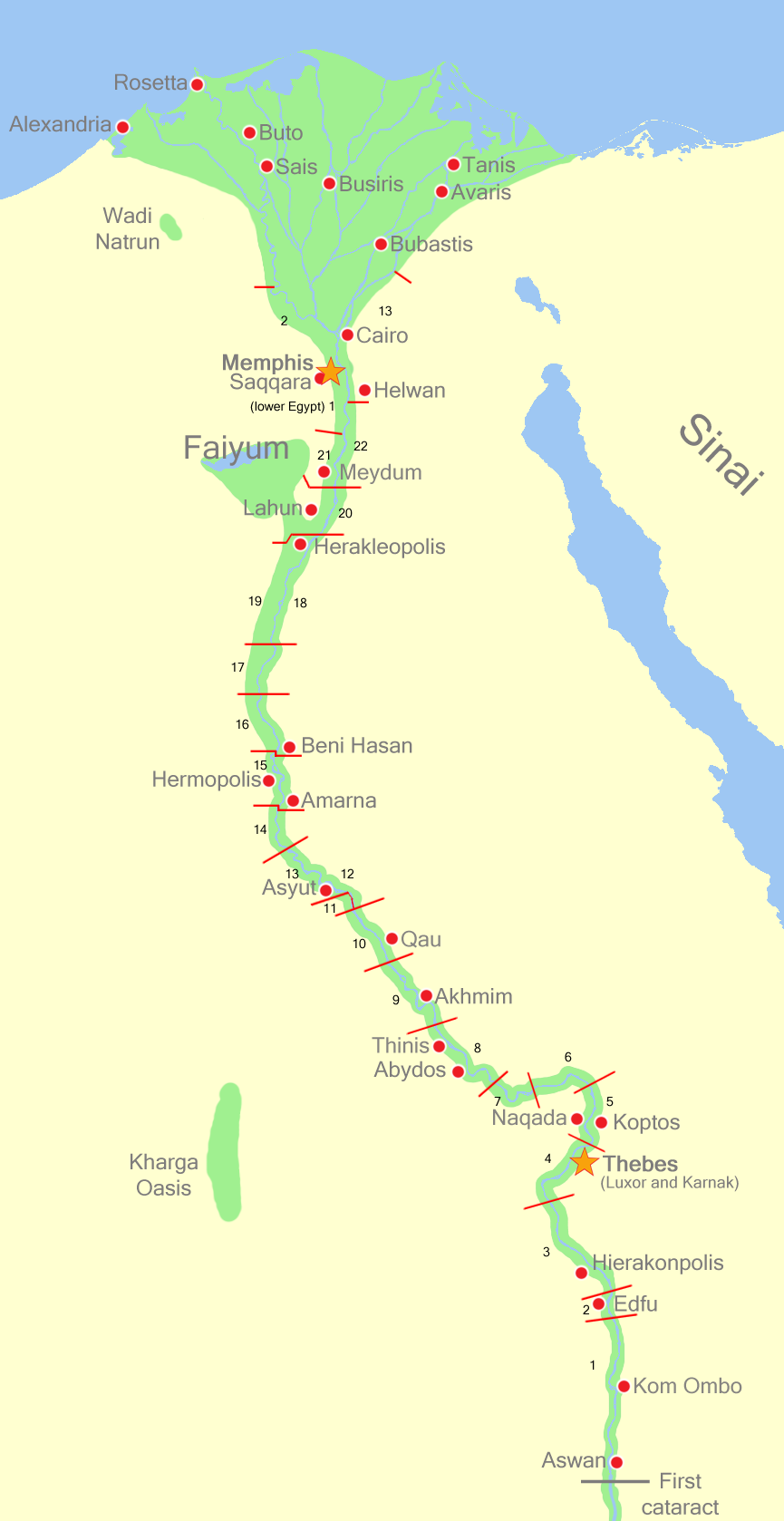
テーベの位置。

テーベは上エジプトの中部、ナイル川デルタから約800キロメートル南に位置し、ナイル川に沿って広がっていた。大部分はナイル川の大湾曲部に沿ったナイル渓谷の沖積平野に建設された。そのため、自然の成り行きとしてテーベは北東から南西に向けて当時のナイル川の流路と並行に広がっていた。テーベは93平方キロメートルの面積を持ち、その中には西部のテーベ丘陵地帯の一部が含まれていた。この丘陵地帯は標高420メートルの聖なるアル・クルンを最高峰とする。東側には、東部砂漠の山岳地帯がありワジ（涸れ川）が谷に流れ出ていた。このようなワジの中でも重要な物はテーベ近郊のワジ・ハンママトで、紅海沿岸へ向かう陸上交易路として使用された。
上エジプト第4州には、テーベの近隣都市として、ペル・ハトホル、マドゥ、ジェルティ、イウニ、スメヌ（Sumenu）、イミオトル（Imiotru）のような街があった。

### 人口

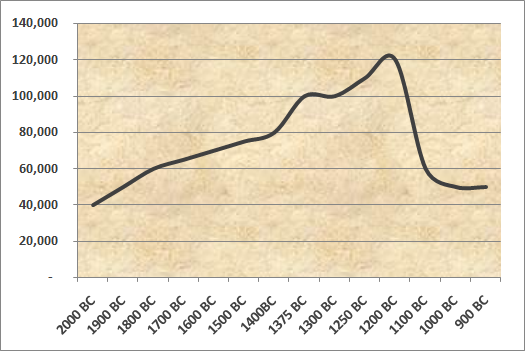
テーベの人口、前2000-前900

ジョージ・モデルスキーによれば、テーベには紀元前2000年に40,000人の住民がいた（対して、当時世界最大の都市であったメンフィスは60,000人とする）。紀元前1800年までに、メンフィスの人口は約30,000人に減少し、テーベはエジプトにおける当時最大の都市となった。歴史学者イアン・モリスは紀元前1500年までに、テーベは世界最大の都市に成長し、その人口は75,000人となったと推定している。また、テーベは紀元前900年頃に（数ある都市の中でも）ニムルドに凌駕されるまでは、世界最大の都市であり続けたとも推定している。

### 経済
テーベの考古遺跡は、エジプト文明の昇った高みを印象付ける遺物を現代に残している。ギリシアの詩人ホメロスは、イリアスの第9歌（前8世紀頃）でテーバイの富を称えた。「...エジプトのテーベ - ここでは家々に莫大な富が蓄えられ、城門の数は百、それぞれの門からは二百の兵が戦車を列ねて出撃できるというが...」

### 文化
テーベでは毎年60以上の祝祭が催された。エドフのホルス神殿の壁面の浮彫と碑文（Edfu Geographical Text）によれば、特に重要な祝祭として、オペト祭、コイアク（Khoiak）、シェム1月のフェスティバル、シェム2月のフェスティバルがあった。他に人気のある祝祭としてハロウィーンのような谷の美しき祭りがあった。

## 歴史

### 古王国

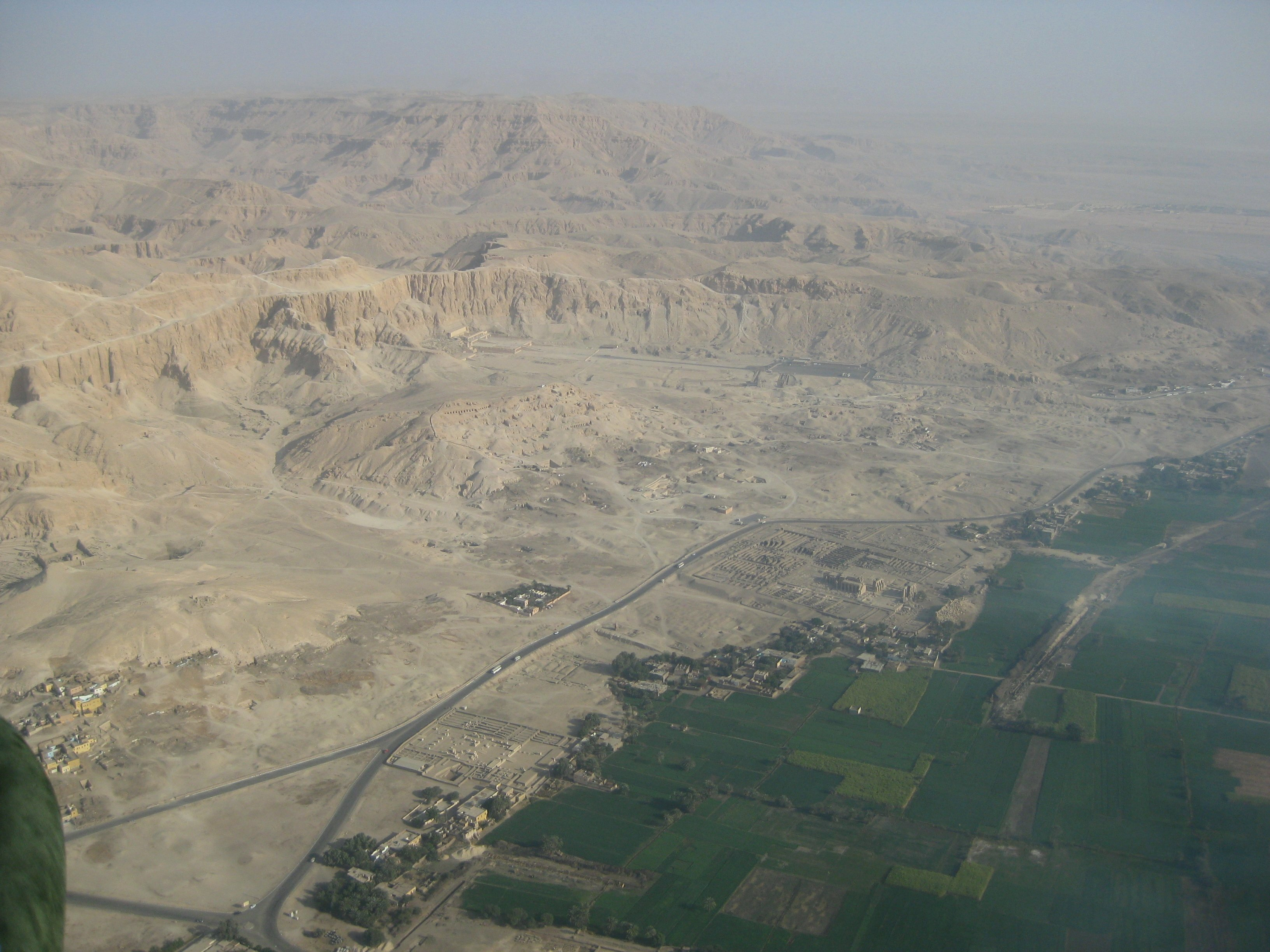
テーベのネクロポリス

テーベには紀元前3200年頃から人が住んでいた。この都市には上エジプト第4州の名前ワセトと同じ名前が与えられ、第4州の主都であった。メンフィスがファラオの王宮の役割を務めていたこの時点では、テーベはまだ小さな交易拠点であった。恐らく中王国時代に作られたカルナック神殿複合体の一部よりも古い建造物は何も現存していないが、第5王朝のファラオ、ニウセルラー像の下部が、カルナックで発見されている。第12王朝の王センウセルトによって捧げられた別の彫像は、ベルトにニウセルラーのカルトゥーシュがあるため、再利用されセンウセルトに名前を奪われたものかもしれない。カルナック王名表には第4-第6王朝の7人の王が記載されているため、少なくても古王国時代のテーベ地区には神殿があった可能性がある。

### 第1中間期
紀元前2160年までに、新たな王家（第9王朝と第10王朝）がヘラクレオポリス・マグナを拠点に下エジプトと上エジプトの北部を統合した。これに対抗する王家（第11王朝）がテーベを拠点に上エジプトの残りの部分を支配した。
テーベの支配者は明らかにテーベ公大アンテフ（アンテフA）の子孫である。彼の孫であると考えられるアンテフ1世は、テーベ周辺以外の地域へ支配を広げてはいなかったが、この家系で初めてファラオ位を部分的に主張した。

### 中王国

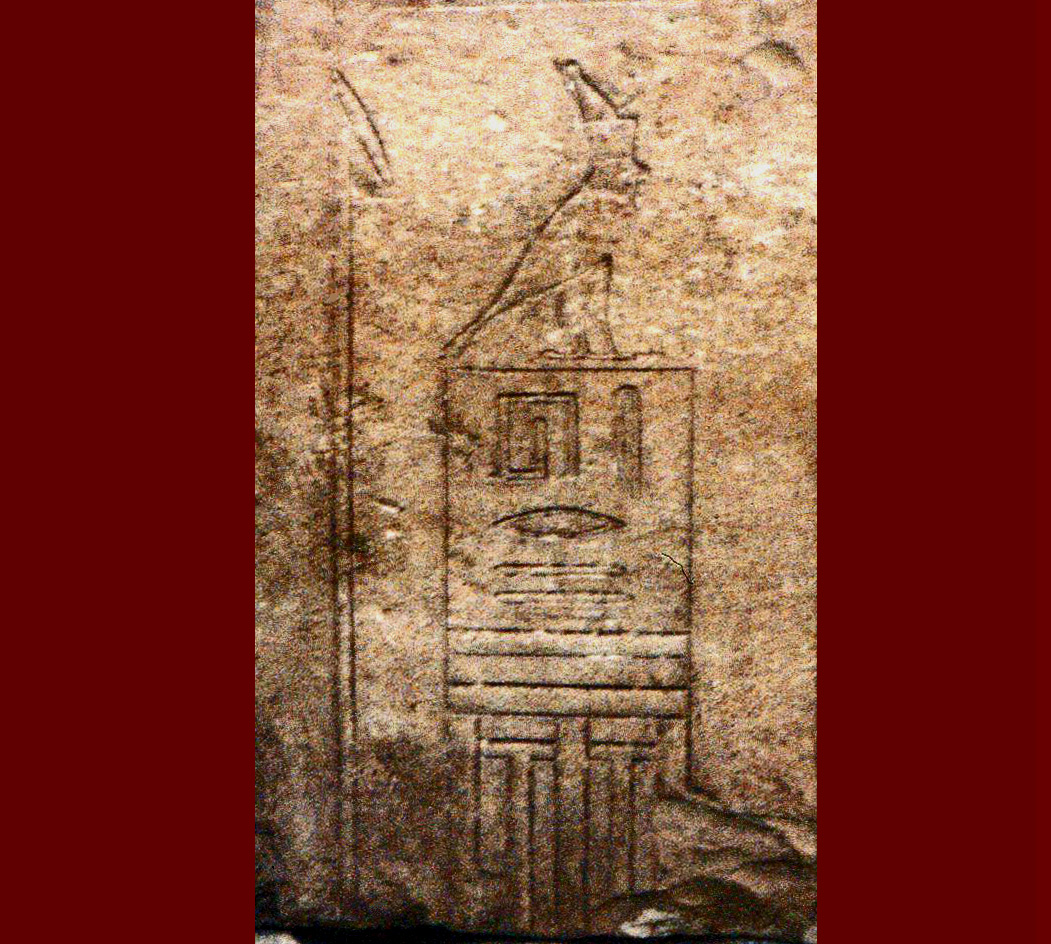
アンテフ1世のセレク。彼の死後メンチュヘテプ2世によって刻まれた

遂に紀元前2050年頃、アンテフ3世の息子メンチュヘテプ2世（「メンチュ神は歓喜せり」の意）は軍事力でヘラクレオポリスを奪い、エジプトを再び一人の支配者の下に置いた。これによって、現在中王国として知られる時代が始まった。メンチュヘテプ2世は51年間統治し、デイル・エル＝バハリに最初の葬祭殿を建設した。この葬祭殿はまず間違いなく、第18王朝時代にハトシェプストによって隣接して建てられた葬祭殿に影響を与えている。これらの出来事の後、メンチュヘテプ2世の死からメンチュヘテプ4世までの20年弱という短期間で滅亡した。その経緯は謎である。
第12王朝の時代、アメンエムハト1世は玉座を北のイチ・タウィへ遷した。だがテーベは、その地方神アメンがエジプト全土で崇拝されるようになったため、宗教的中心地として繁栄を続けた。最も古いアメン神殿の遺跡は、センウセルト1世の時代のものである。テーベは既に中王国時代にはかなりの大きさの都市であった。カルナック神殿周辺の発掘で、中王国時代のテーベは格子状のレイアウトを持っていた事がわかっている。テーベは少なくても1キロメートルの長さと、50ヘクタールの面積を持っていた。二つの豪華な建物の遺跡も発見されている。
第12王朝の後半に入ると、カナン人の集団がナイルデルタ東部に居住し始めた。彼らはその後、第14王朝をアヴァリスで打ち立てた（前1805年頃、または前1710年頃）。こうして、アジア人達はデルタ地域の大部分に覇権を確立し、同時期に第12王朝を引き継いだ第13王朝の影響下からこれらの地域を切り離した。

### ヒクソス時代

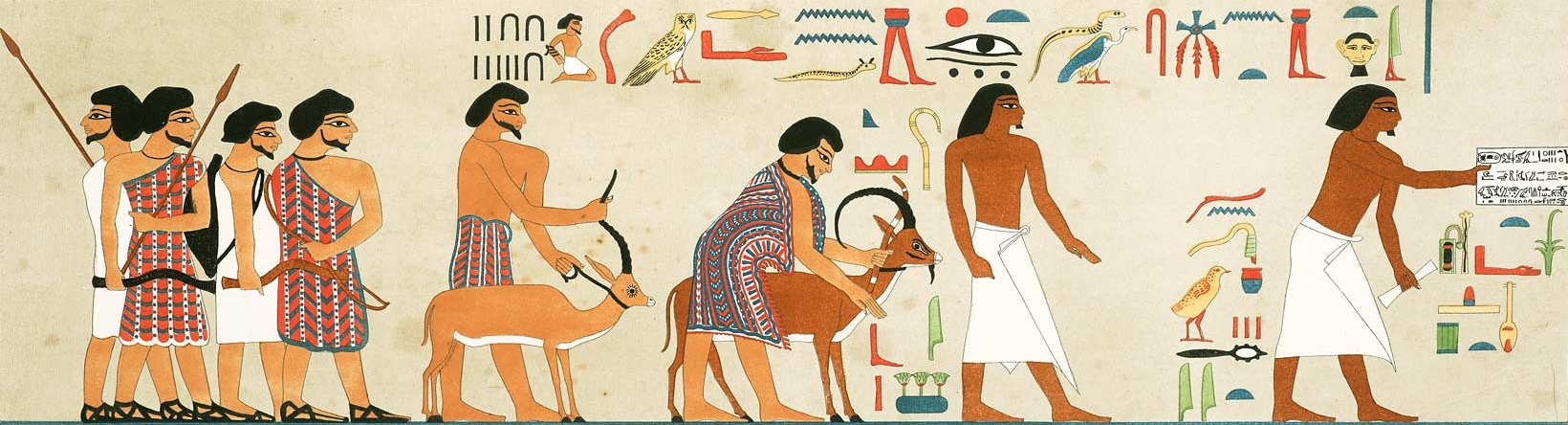
アジア系の人々（左）とエジプト人（右）。アジア人のリーダーは「異国の支配者」とラベルされている。（イブシャ）

アジア人の第二の波はヒクソスと呼ばれている。この名前は彼等の統治者を指すエジプト語、ヘカ・カスウト（Heqa-khasut 異国の支配者達）から来ている。彼らはエジプト内に移住し、アヴァリスのカナン人の権力中枢を制覇して第15王朝が始まった。ヒクソスの王達は第2中間期（前1657年 - 前1549年）の速い段階で下エジプトの支配権を得た 。ヒクソスがメンフィスを奪取した第13王朝のメンネフェルラー・アイの治世中（前1700年頃）かそのすぐ後、第13王朝の支配者達はテーベへと引き、テーベを首都として再興した。
ヒクソスがデルタの南方からエジプト中部へと進むと、テーベ公たち（現在第16王朝として知られている）は、頑強に立ちふさがった。テーベ人たちは平和的に共存する取り決めをすることで、ヒクソスの更なる前進を防いだ。この取り決めの下、ヒクソスはヌビア人と交易するために、テーベとナイル川急湍を越えて上流へと航海することができ、テーベ人は敵に出会う事なく彼らの家畜をデルタへと運んだ。
その状態はヒクソスの支配者アポフィス（第15王朝）が、テーベのセケンエンラー・タアを侮辱するまで続いた。まもなく、テーベの軍隊がヒクソスの支配地へ進軍した。この戦いでタアは戦死し、彼の息子カーメスが軍を引き継いだ。更にカーメスの死後、その兄弟イアフメス1世はヒクソスの首都アヴァリスを占領するまで攻撃を続けた。イアフメス1世はエジプトとレヴァントからヒクソスを追い出し、かつて彼等が支配していた土地を取り戻した。

### 新王国とテーベの最盛期

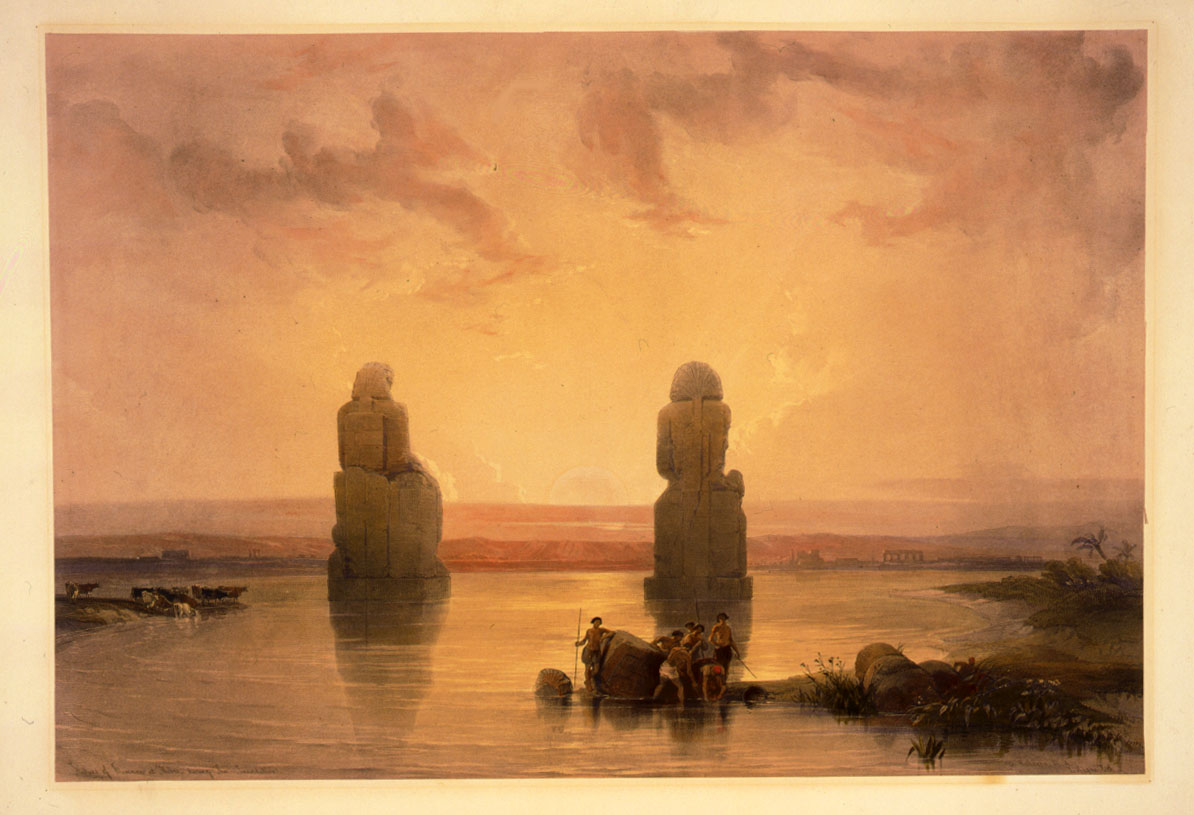
洪水の中のメムノンの巨像、デイヴィッド・ロバーツ（David Roberts）作

イアフメス1世は統一されたエジプトの新たな時代を築き、テーベはその首都となった。首都としてのテーベの遺跡は大部分第18王朝（新王国）時代のものである。
テーベはまた、新たに設立された専門の役人達の中枢となった。王室の書庫で会計報告と報告書が記入されるようになったため、このような専門の書記と学者のような専門の役人には大きな需要があった。この都市ではヌビアにおける植民地統治の管理者とするため、特に選ばれた少数のヌビア人がエジプト文化によって再教育された。

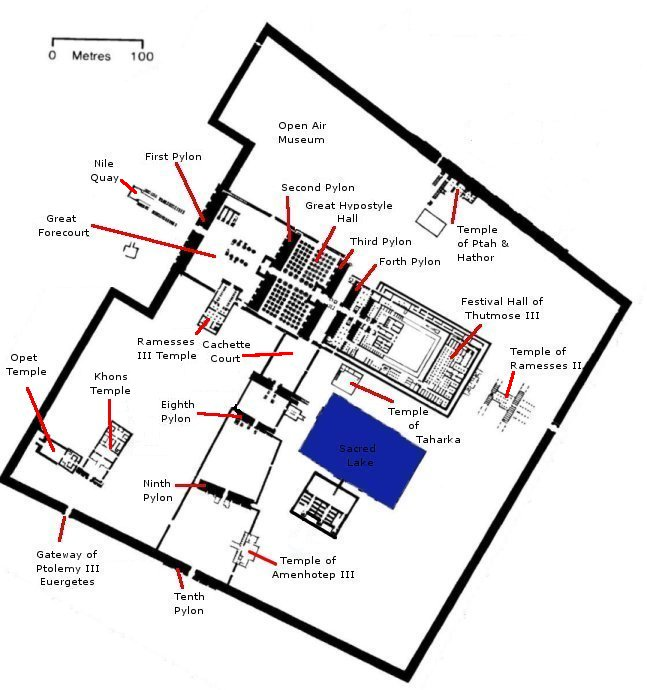
カルナック神殿の見取り図

エジプトは再び安定し、宗教とその中心地は栄え、テーベ以上の存在はなかった。例えばアメンヘテプ3世は、外国からの貢物によって得た莫大な富をの多くをアメン神殿につぎ込んだ。テーベの神アメンは国家の主神となり、全ての建築プロジェクトが、アメンとファラオ自身の栄光を称揚し、最後に建てられた物を凌駕することを意図された。トトメス1世（在位：前1506年 - 前1493年）は、崇拝を集めたカルナック神殿の初めての大規模拡張を始めた。そののち、カルナック神殿の大規模拡張は新王国時代を通して継続された。
女王ハトシェプスト（在位：前1479年 - 前1458年）は交易網を再整備（主にテーベの紅海の港アル・クサイル及びエイラトとプント国との間の紅海交易）し、テーベを経済的に繁栄させた。彼女の後継者トトメス3世は、ミタンニまでの地から得られた膨大な戦利品テーベにもたらした。第18王朝は彼の曾孫アメンヘテプ3世の治世（前1388年 - 前1350年）に最盛期を迎えた。彼はアメン神殿をさらに壮麗に装飾するとともに、テーベにおける建築活動を空前の規模で行った。アメンヘテプ3世はテーベの西岸で、巨大な葬祭殿と、364ヘクタールの面積を持つ人造湖に面したマルカタ王宮を建設した。他に彼によってテーベに建てられた建物には、ルクソール神殿とカルナックに繋がるスフィンクスの街道がある。
アメンヘテプ3世の息子アクエンアテン（前1351年 - 前1334年）の束の間の治世の間、テーベは受難の時を迎えた。テーベの王宮は放棄され、アメン神に対する信仰は禁止された。首都はテーベとメンフィスの間に作られた新たな都市アマルナ（アケトアテン）に遷った。アクエンアテンの死後、彼の息子ツタンカーメン（トゥトアンクアメン）はメンフィスに戻った。しかし、テーベでの建築活動への関心を新たにし、栄光ある神殿や社が更に作り出された。

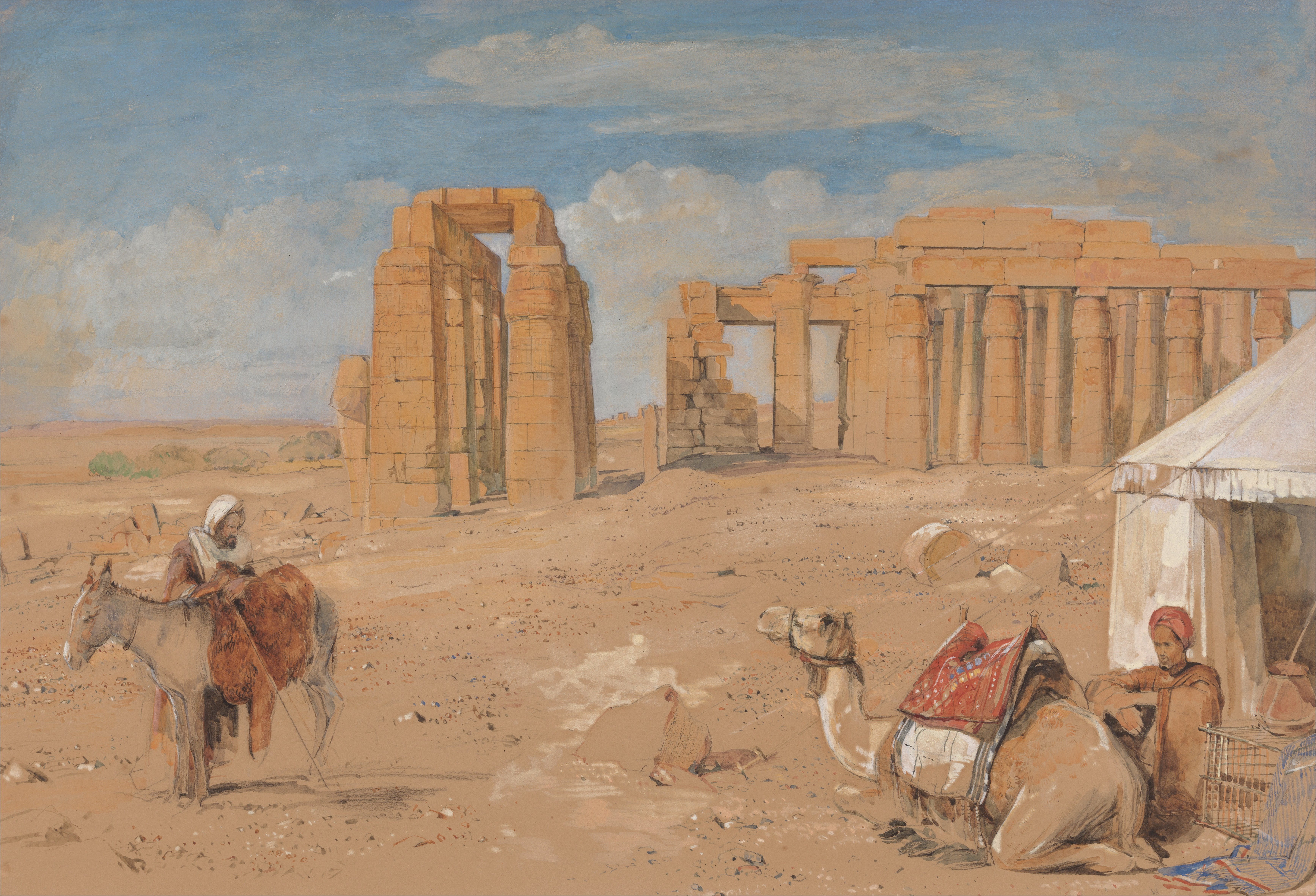
テーベのラメセウム（The Ramesseum at Thebes）。ジョン・フレデリック・ルイス（John Frederick Lewis）作

第19王朝では、政府はデルタ地帯に遷ったが、テーベはセティ1世（前1290年 - 前1279年）とラムセス2世（前1279年 - 前1213年）の治世を通して、その財力と威信を維持した。彼等はまだ一年のうちの一部の期間は毎年テーベに住んでいた。ラムセス2世はテーベで広範な建築プロジェクトを実施した。その中には巨大な像とオベリスク、カルナック神殿の三番目の周壁、ルクソール神殿の増築、及び彼の巨大な葬祭殿ラメセウムの建設が含まれる。これらの建設資金は、上エジプトから集めた税を集中させた巨大な穀倉群（ラメセウムの周囲に作られた）及び、ヌビアと東部砂漠への金採掘の遠征によって賄われた。ラムセスの66年の長きにわたる統治の下で、エジプトとテーベはかつての最盛期と同等かそれ以上の圧倒的な繁栄を迎えた。

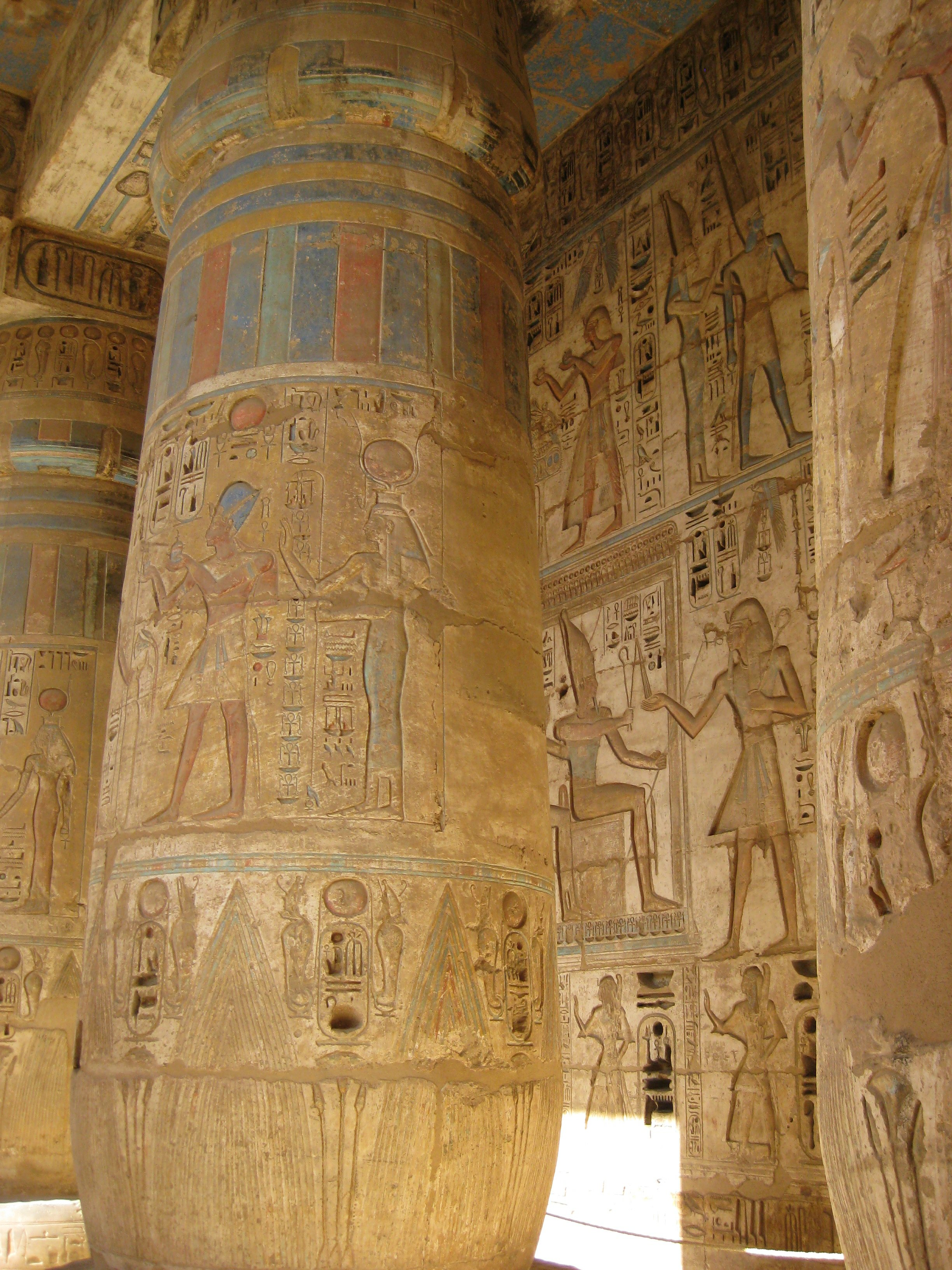
メディネト・ハブ

テーベは20世紀初めまで良好な状態で保存されていた。大ハリス・パピルスはラムセス3世（在位：前1187年 - 前1156年）が86,486人の奴隷と広大な土地をアメン神殿に寄進したと記している。ラムセス3世は海の民とリビア人の部族メシュウェシュを含む全ての臣民から貢物を受けた。しかしエジプトは全体としては財政的な問題を抱えており、この問題はテーベの村落デイル・エル＝メディナにも及んでいた。ラムセス3世の治世第25年には、デイル・エル＝メディナの労働者は給与不払いに対してストライキをはじめ、全ての社会階級に不安が広がった。ラムセス3世の後宮では大逆の事件が発生したが、結果としてこの反逆行為はテーベの官吏と女性を含む多くの人々の死につながった。
ラムセス王朝（第20王朝）の後半、テーベは衰退を始めた。政府は重大な財政不安に陥ったように見える。ラムセス9世の治世（前1129年 - 前1111年）中、紀元前1114年頃に、テーベ東岸の市長によるテーベ西岸の同僚の告発が行われ、その後行われた西岸のネクロポリスにある王墓群で行われた略奪に関する一連の調査によって、権力の腐敗の証拠が明らかにされた。
盗み出された王たちのミイラは、点々と場所を移され、最後はアメン神官によってデイル・エル＝バハリの墓穴と、アメンヘテプ2世の墓に保管された（1881年と1898年に、この二つの隠し場所がそれぞれ発見されたことは、現代の考古学における大発見であった。）。このようなテーベにおける不手際は、社会不安に繋がった。

### 第3中間期
第3中間期の間、地方の支配権はアメン大司祭の手の中にどんどん収まっていった。アメン大司祭はデルタ地帯を支配していた第21王朝、第22王朝の王達と等しい立ち位置となり、エジプトの南部で絶対的な権力を及ぼした。相互の婚姻と、養子縁組によってアメン大司祭とタニスに拠点を置くデルタ地帯の王達の結びつきは強まり、タニスの王女達はテーベでアメンの神妻に就任し、大きな権力を振るった。第3中間期の後期にはテーベの政治的影響力は後退した。

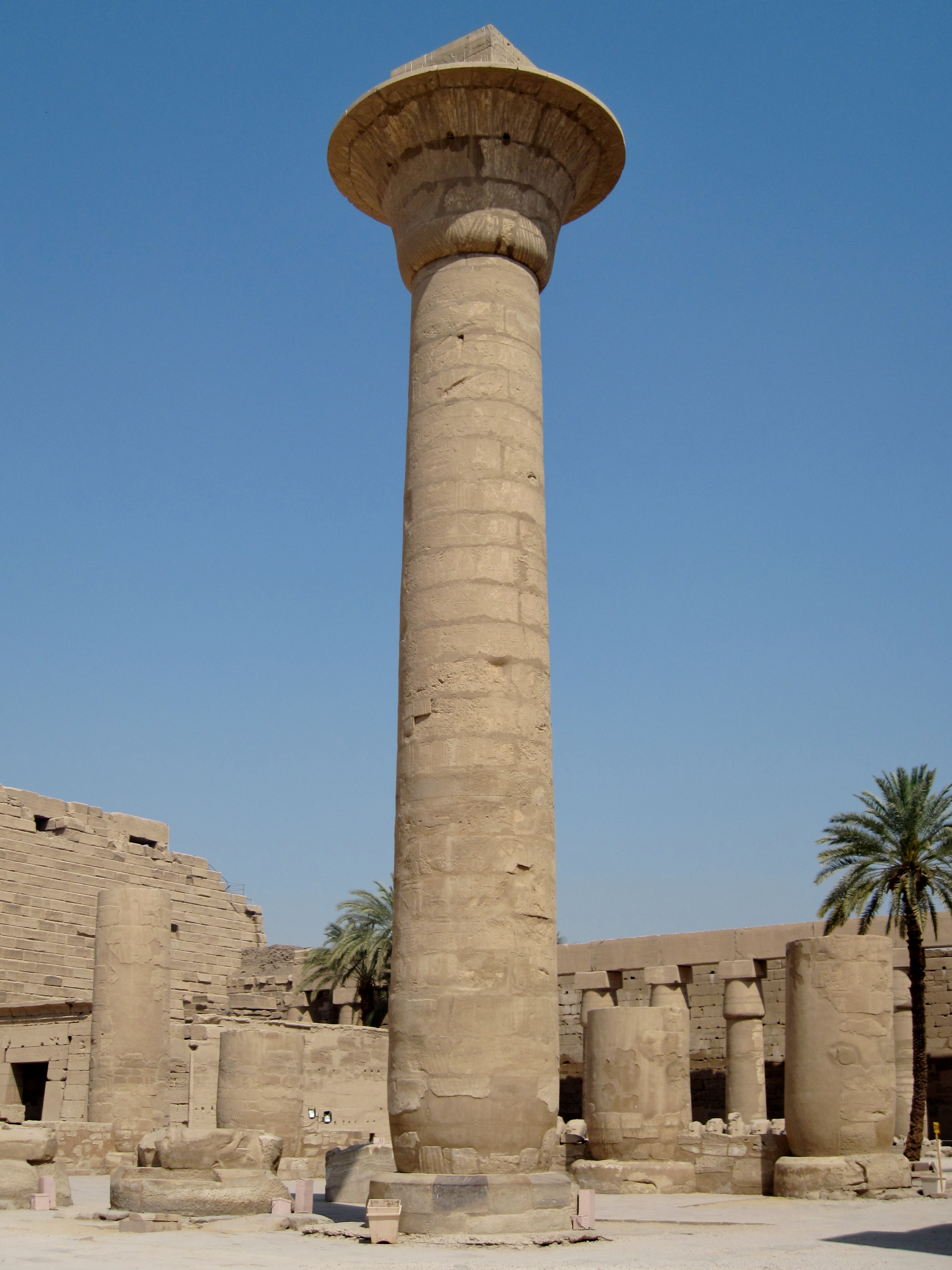
タハルカ王の柱。元の高さに復元された。

紀元前750年頃、クシュ人（ヌビア人）達はテーベと上エジプトに対する影響力を増大させていた。かつてのエジプトの植民地クシュは、帝国へと成長していた。紀元前721年、クシュ人の王シャバカは、オソルコン4世（第22王朝、ペフチャウアバステト（第23王朝）、バクエンレネフ（エジプト第24王朝）の連合軍を打ち破り、再びエジプトを統一した。彼の治世では全エジプト、特に彼が王国の首都としたテーベ市で相当な量の建築活動が見られた。
カルナックでは、シャバカはプスケント（上下エジプト王冠）を身に着けた自分の王像をピンクの花崗岩で造らせた。タハルカ王は、アッシリア人がエジプトに対して戦いを仕掛ける前に、テーベとヌビアにおける多くの有名な建設事業を完了させた（例えば、カルナックのキオスク）。

### 末期王朝時代
紀元前667年、アッシリア王アッシュールバニパルの軍隊がエジプトを攻撃した。タハルカは下エジプトを放棄し、テーベへと逃亡した。彼の死の3年後、甥のタヌトアメンはテーベを押さえ、下エジプトに侵攻してメンフィスを包囲した。しかし紀元前663年にエジプトを再征服する試みを放棄し、南方へと引いた。アッシリア人はタヌトアメンを追撃し、テーベを占領した。テーベ市の名はアッシリアが占領し破壊した長い都市のリストに加えられた。アッシュールバニパルは以下のように書いている。

この都市の全てを、アッシュール神とイシュタル神の加護によって余は征服した。銀、金、貴石、宮殿の財宝の全て、高価な布、貴重なリネン、素晴らしい馬、男女の監督者、エレクトラムでできた二つの素晴らしいオベリスク、2,500タラントの重さの神殿の扉の数々、余はこの品々を彼等の拠点から剥ぎ取り、アッシリアへと持ち帰った。エジプトとクシュに対し、余は槍を取り余の力を示した。両手を満たして、余は恙なくニネヴェへと帰還した。

この後テーベはかつての政治的意義を取り戻すことはなかったが、重要な宗教的中心としては残っていた。アッシリアはエジプトの王にプサムテク1世（プサメティコス1世）を据え、彼は紀元前656年にテーベを手に収めた。そして彼の娘ニトクリス1世（ネイトイケルティ1世）をアメンの神妻の後継者として連れてきた。紀元前525年、ペルシアのカンビュセス2世がエジプトに侵攻しファラオとなった。エジプトはアケメネス朝のサトラペイア（州）として、その従属王国となった。

### グレコ・ローマ時代

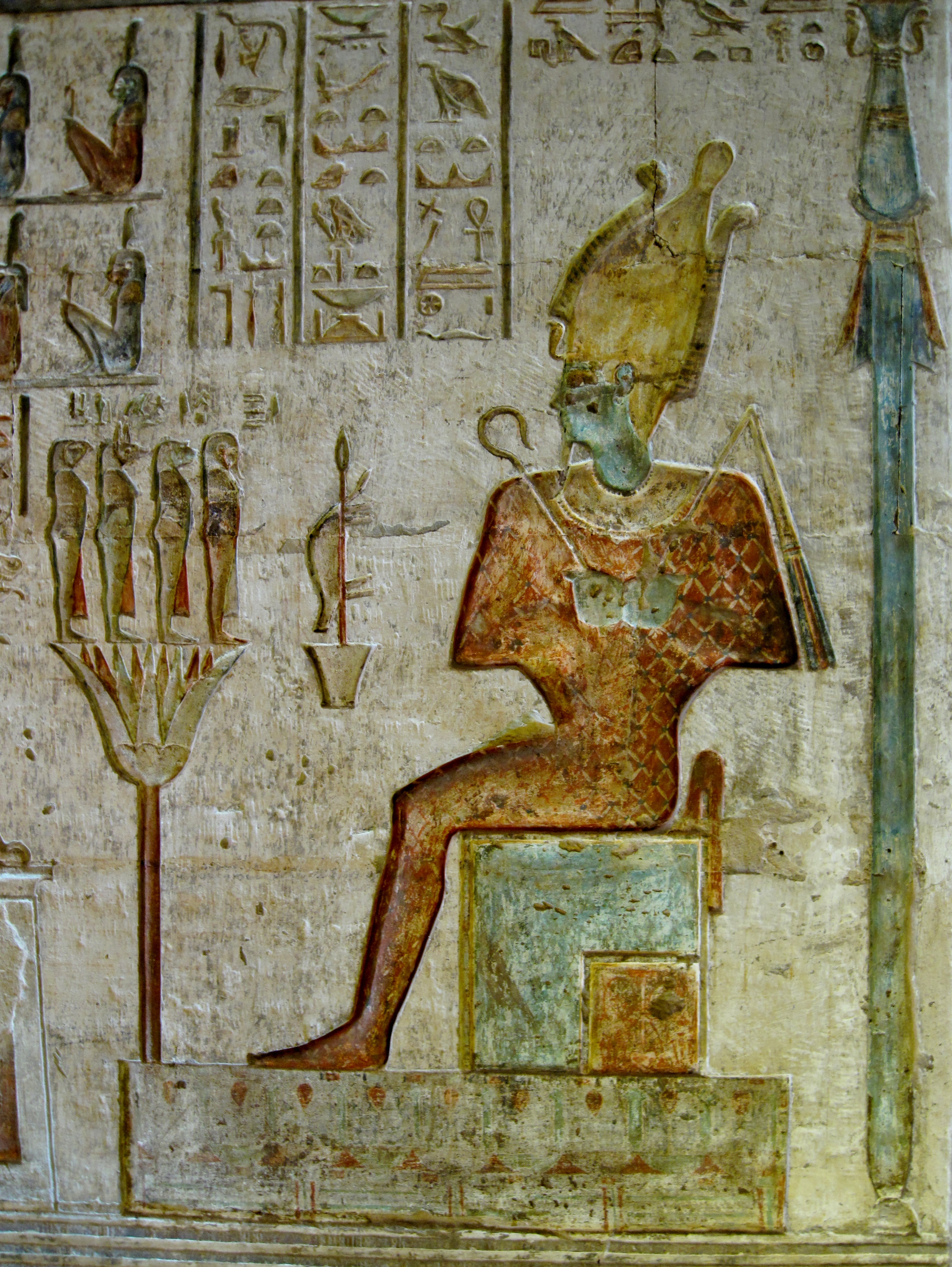
ハトホル神殿のレリーフ。デイル・エル＝メディナ（プトレマイオス朝時代の建設）

テーベと北部の中央権力の良好な関係は、エジプトのファラオがアレクサンドロス大王の征服によって現地人からギリシア人に置き換わった時に終わった。アレクサンドロス大王はオペト祭の最中にテーベを訪れた。この訪問は歓迎されたにもかかわらず、テーベは反対勢力の中心地となった。紀元前3世紀の終わりに、ヌビアに出自を持つ可能性があるハロンノフリス（ホルウェンネフェル）は上エジプトでプトレマイオス朝に対する反乱を起こした。ハロンノフリスの後継者アンクマキス（カオンノフリス、アンクウェンネフェルとも）は紀元前185年まで上エジプトの大部分の支配を維持していた。この反乱はテーベの神官団によって支えられていた。紀元前185年に反乱を鎮圧した後、プトレマイオス5世は反乱に加担した神官達を許した。プトレマイオス5世はテーベの神官達の支持を必要としていたからである。
半世紀後、テーベで再び反乱がおこり、紀元前132年にハルシエセが王位に昇った。ハルシエセは資金調達のためテーベの王の金庫を押さえたが、翌年には逃走した。紀元前91年には別の反乱が発生した。翌年にはテーベは制圧され、都市は瓦礫の山となった。
ローマによる支配（前30年 - 349年）の間、テーベに残存した住民達のコミュニティはルクソール神殿のピュロンの周りに集まった。テーベはローマのテバイス（テーバイス）属州の一部となった。後にこの属州はテーベ市を中心とするテバイス・スペリオルと、プトレマイス・ヘルミオウ市を中心とするテバイス・インフェリオルに分割された。ローマがヌビアへの軍事遠征をしている間、ローマ軍団はルクソール神殿に本営を置いた。テーベでの建設活動が突然終わることはなかったが、その後のテーベは衰退を続けた。西暦1世紀、ストラボンはテーベが単なる一村落に転落したと述べている。

## 主要な遺跡

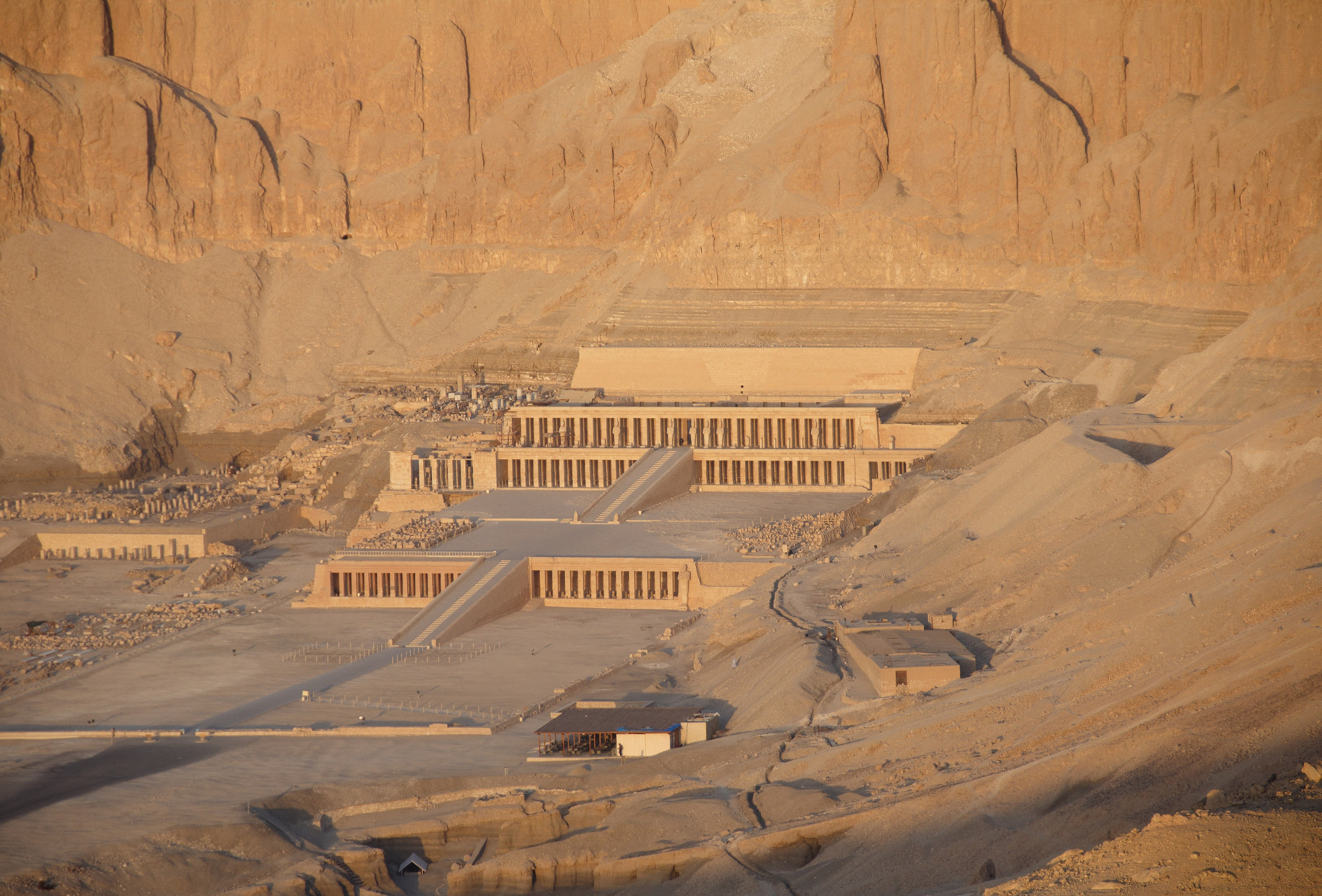
陽光に照らされたハトシェプスト葬祭殿

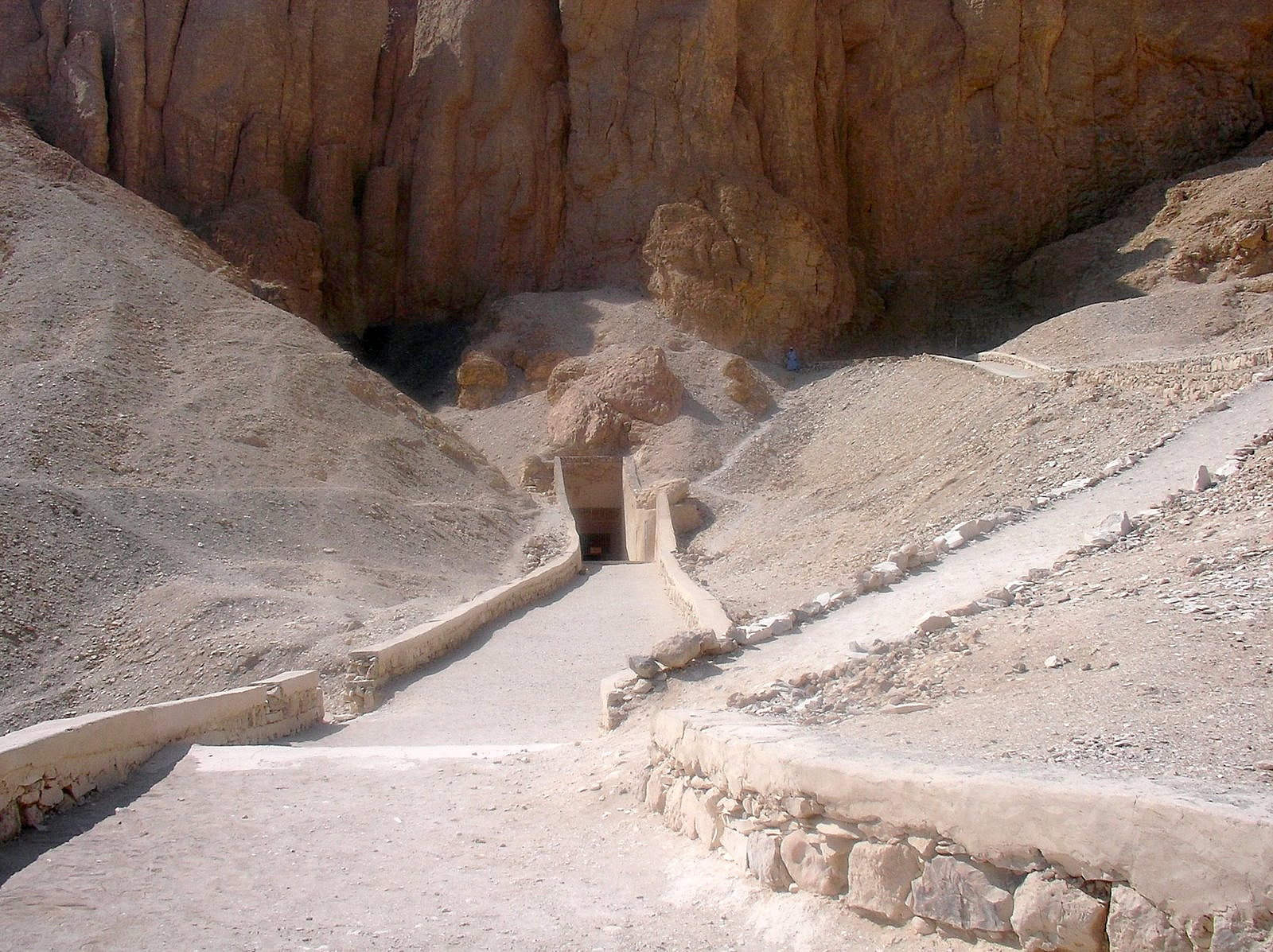
王家の谷にある墓の入口

東テーベ:
- 古代に建設された地区

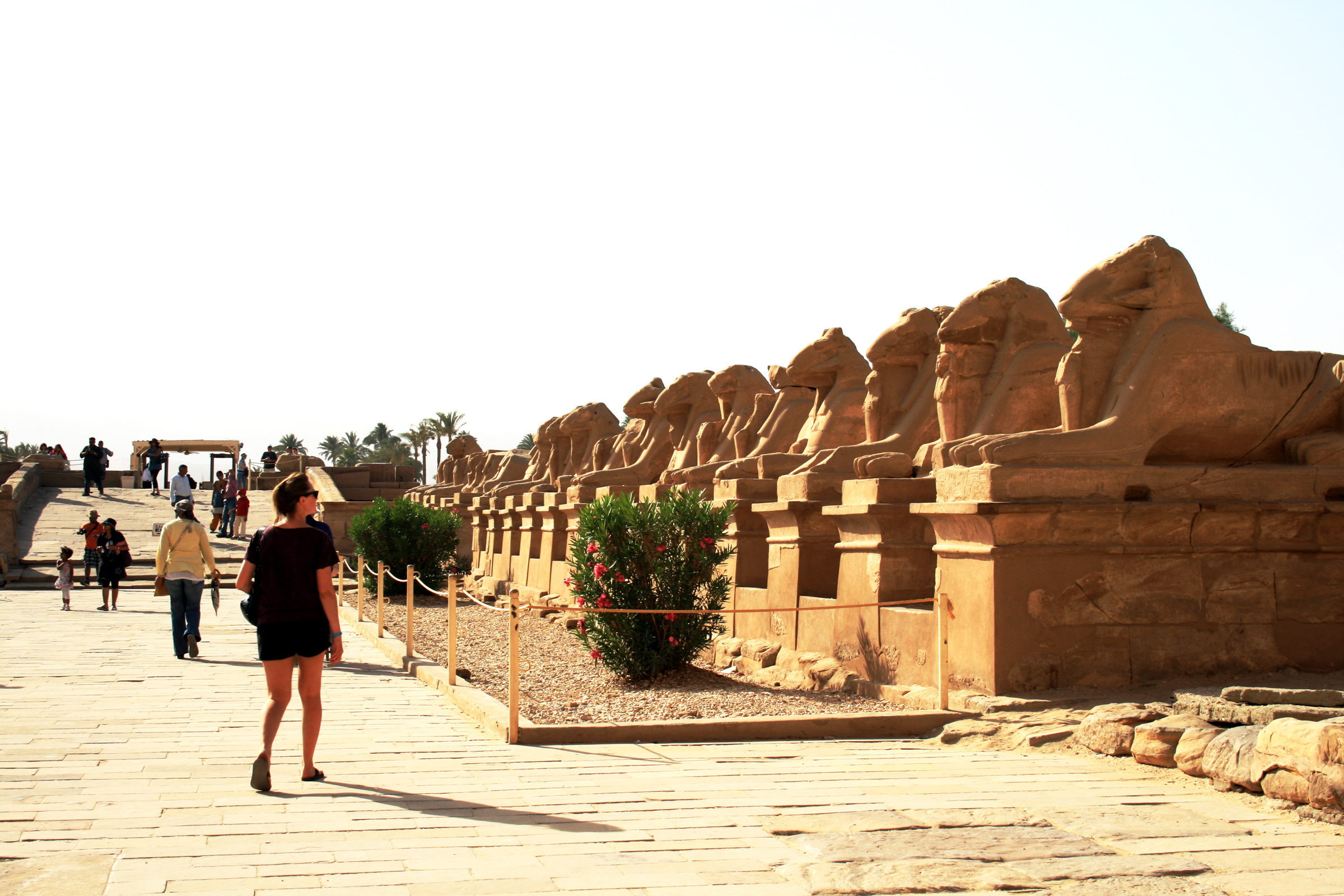
ラムヘッドのスフィンクスが配置されたカルナック神殿のメインエントランス

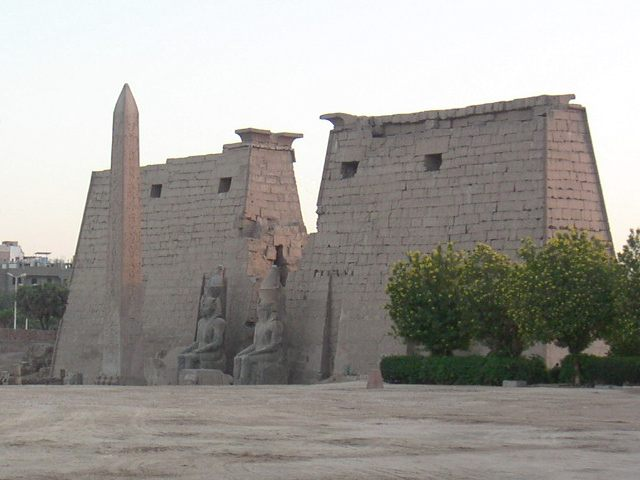
ルクソール神殿のオベリスクとピュロン。わずかにオレンジが生育している。

- アメン大神殿（カルナック神殿） (古代エジプト語：タ・オペト Ta-opet)。この神殿はそれまでに建設された2番目に大きな宗教建造物であり、テーベの守護神アメンの信仰の根拠地であった。また、強大なアメン大司祭の居館でもあった。エジプトの多くの神殿との違いは、それが建設された期間である。この神殿は中王国に建設が始まってから2000年以上増改築が続けられた。この神殿の主な特徴は10ある巨大なピュロン（塔門）と、大列柱室、聖なる湖、付属神殿、数多くの社と複数のオベリスクである。この神殿は古代エジプトの歴史の大部分において最も重要な神殿であった。
- ルクソール神殿（イペト・レスィト）は、テーベにある他の神殿と異なり、神や王の葬祭に捧げられていない。そうではなく、王権の再生に捧げられていた。この神殿では多くのエジプトのファラオ達の戴冠の場であったかもしれない。この神殿はオペト祭の中心となる場所であり、テーベ三柱神（英語版）の聖なるバークがカルナックからルクソール神殿まで旅をして、ファラオの戴冠式の神聖さを強調した。
- コンス神殿
- ムト神殿
- メンチュの聖域
- スフィンクスの街道

西テーベ：
- デイル・エル＝メディナ（英語版）村
- マルカタ（英語版）王宮複合体
- ラメセウム（英語版）
- アメンヘテプ3世の葬祭殿（英語版）
- ハトシェプスト女王の葬祭殿
- セティ1世の葬祭殿（英語版）
- ラムセス3世の葬祭殿（英語版）
- 王家の谷
- 王妃の谷
- 貴族達の墓（英語版）

## 世界文化遺産
遺跡群は「古代都市テーベとその墓地遺跡」として1979年、ユネスコの世界遺産に登録された。古代エジプトの偉大な成果である二つの神殿（ルクソール神殿とカルナック神殿）及び、王家の谷と王妃の谷がその中に含まれる。

## 登録基準
この世界遺産は世界遺産登録基準のうち、以下の条件を満たし、登録された（以下の基準は世界遺産センター公表の登録基準からの翻訳、引用である）。
- (1) 人類の創造的才能を表現する傑作。
- (3) 現存するまたは消滅した文化的伝統または文明の、唯一のまたは少なくとも稀な証拠。
- (6) 顕著で普遍的な意義を有する出来事、現存する伝統、思想、信仰または芸術的、文学的作品と直接にまたは明白に関連するもの（この基準は他の基準と組み合わせて用いるのが望ましいと世界遺産委員会は考えている）。

登録基準に基づく評価内容は以下の通り。
- (1) アメン神の都市テーベは、カルナックやルクソールの栄光に匹敵する堂々とした遺跡を持つ神殿で有名である。何度も拡張されたこれらの巨大な複合施設は、古代の最も魅力的な資産のいくつかを構成している。カルナックの「多柱式ホール」、ルクソールのアメンホテプ 3 世の神殿は、エジプト建築の最も洗練された傑作の 1 つである (紀元前 14 世紀)。テーベの墓地遺跡は、これらの建造物の重要性や美しさに劣らない。墓地遺跡にはツタンカーメンの墓を含む王家の谷（紀元前1500年～1000年）の墓、ラムセス2世の妻ネフェルタリとその母トゥイなどが埋葬されている王妃の谷の墓などがある。また、デイル・エル・バハリ（テーベ西）にあるハトシェプスト女王葬祭殿には巨大な柱廊、山の両側に重なり合うテラス、プント国への女王の旅を描いたフレスコ画がある。
- (3) これらの素晴らしい記念碑の中に残っている数少ない例は、テーベの記念碑的建造物の古さ、独自性、比類のない特徴を証明するのに役立つ。
- (6) テーベの記念碑的かつ考古学的複合施設には、寺院、墓、王宮、職人や芸術家の村、碑文などがあり、美的観点からも記録の観点からも価値があり、中王国時代からキリスト教時代の初めまでのエジプト文明の総合的な歴史の物証を構成している。さらに、テキストと絵画は、ヌビア、プント国、リビア、シリア、ヒッタイト、エーゲ海文明など、近隣諸国の人々と文化に関する情報源である。